# 井口祐一
井口 祐一（いぐち ゆういち、1981年2月22日 - ）は、日本の男性声優、ナレーター。東京都出身。東京俳優生活協同組合所属。

## 経歴
子どもの頃の将来の夢は獣医だった。
声優になるきっかけは、海外ドラマ『フルハウス』と答えていたこともあった。その元を辿ると科学が好きであり、井口が好きなテレビ番組であった『所さんの目がテン!』に出演していた所ジョージが海外ドラマ『アルフ』の吹き替えをしていたからである。元々アニメが好きだったというのもあるため、きっかけは一つではないとも語っている。
2005年、俳協ボイスアクターズスタジオ卒業（27期生）。2006年から東京俳優生活協同組合所属。
2014年『僕らはみんな河合荘』の宇佐和成役でアニメ初主演。
高瀬泰幸とコンビを組み、「ゆっポ」名義で2015年のM-1グランプリに参加した（予選1回戦敗退）。

## 人物・特色
声種はハイバリトン。
声優として活動して、辛いと思うことはオーディションに落ちた時だという。
声のケアについては、冷房などをつけていると喉が乾いてしまうことから、湿気の多い日でもいつもマスクをしている。
色々なキャラクターの声を出す時に、第一印象で大体イメージしているが、そのキャラクターが自分の体を使いどんな感じで環るのかを考えて、声を使い分けたりしているという。漁師役を演じていた時に、潮風で声をわざと枯らしたこともあった。
原作がある場合は、何度も読んでおり、細かい描写などに気をつけているという。 アニメのキャラクターで原作を長く続いている作品は演じやすいが、台詞が一言しか無い時などは、出番が少ない分、得られる情報も少ないため難しいという。 
今まで演じてきた中で自分に合っていると思ったキャラクターは、「長い間演じてきたキャラクターが一番合っている」と語る。
初めて主役を演じていた時、緊張しすぎて足がつったという。また主役の時はいわゆる「役ではない部分の仕事」も多数あり大変だという。
免許・資格は普通自動車免許、全商情報処理検定1級、給水装置工事主任技術者、排水設備工事責任技術者。
趣味・スポーツはスキー、チェス、動物園巡り、DIY。特技は時計のゾロ目を発見すること。
家業は水道屋で弟が力仕事を担当している。井口が初めてしていたアルバイトでもあり、当時は細かい作業をしていた。
ペットはゴールデンハムスター「きらりちゃん」と白文鳥「ピヨキチさん」。ピヨキチさんを呼び寄せることができるという。

## 出演
太字はメインキャラクター。

### テレビアニメ
2008年
- かんなぎ（男性客）

2009年
- おねがい♪マイメロディ きららっ★（ヒロシ）
- ジュエルペット（2009年 - 2012年、剣道部員、カラス、ニック） - 4シリーズ
- 戦う司書 The Book of Bantorra（ロンケニー）
- FAIRY TAIL（2009年 - 2025年、マックス・アローゼ、カワズ） - 4シリーズ

2010年
- おおきく振りかぶって 〜夏の大会編〜（古沢淳）
- 学園黙示録 HIGHSCHOOL OF THE DEAD（男子生徒）
- ちゅーぶら!!（男子生徒）
- デュラララ!!（2010年 - 2016年、金沢、黄巾賊B、黄巾賊1、谷田部） - 4シリーズ
- 迷い猫オーバーラン!（生徒1）
- ひめチェン!おとぎちっくアイドル リルぷりっ（係員、客C）
- みつどもえ（2010年 - 2011年、ガチブラック） - 2シリーズ

2011年
- SKET DANCE（小阪正利）
- バトルスピリッツ 覇王（2011年 - 2012年、子供B、対戦相手、観客、少年A）
- ベン・トー（内本宏明）
- 放浪息子（有賀誠）
- メタルファイト ベイブレード 4D（はぐれブレーダーA）
- 遊☆戯☆王ZEXAL（2011年 - 2013年、奥平風也〈ロビン〉） - 2シリーズ

2012年
- あっちこっち（男子生徒）
- エリアの騎士（桜井学、男性）
- カンピオーネ! 〜まつろわぬ神々と神殺しの魔王〜（反町、生徒B）
- 機動戦士ガンダムAGE（ウォン・カストロファ、ヴェイガン兵士）
- クレヨンしんちゃん（2012年 - 2025年、男性D、宇加津草太、くつ屋の店員A、美容師A）
- クロスファイト ビーダマン（神扇アスカ）
- 坂道のアポロン（男子、生徒、屋上の生徒）
- ジョジョの奇妙な冒険（少年）
- ゼロの使い魔F（ドゥドゥー）
- 戦国コレクション（スタッフ）
- 黄昏乙女×アムネジア（男子生徒）
- 男子高校生の日常（清彦）
- となりの怪物くん（下柳）
- 忍たま乱太郎（2012年 - 2025年、蜉蝣〈3代目〉、忍者、忍術塾卒業生、スッポンタケ忍者）
- ハイスクールD×D（2012年 - 2018年、匙元士郎） - 4シリーズ
- バクマン。（2012年 - 2013年、白鳥シュン） - 2シリーズ
- ひだまりスケッチ×ハニカム（キャスター、司会、書記係）
- 氷菓（オカルト研部員）
- リトルバスターズ!（男子生徒A、生徒B、生徒D、男子生徒B）
- 輪廻のラグランジェ（芹沢颯太） - 2シリーズ

2013年
- 俺の妹がこんなに可愛いわけがない。（御鏡光輝）
- ガイストクラッシャー（金剛寺ハヤト）
- ステラ女学院高等科C3部（浜風大七）
- D.C.III 〜ダ・カーポIII〜
- ちび☆デビ!（紙しばいお兄さん）
- はたらく魔王さま！（2013年 - 2023年、猿江三月〈サリエル〉、強盗） - 3シリーズ
- ひだまりスケッチ 沙英・ヒロ 卒業編（ピザ屋、男子）

2014年
- 異能バトルは日常系のなかで（芥川柳）
- ディスク・ウォーズ:アベンジャーズ（アカツキ・ヒカル）
- ドラえもん（テレビ朝日版第2期）（2014年 - 2017年、浦島太郎、兵隊ロボ、中学生〈3〉、学生）
- DRAMAtical Murder（赤髪、セイ）
- 僕らはみんな河合荘（宇佐和成）
- ログ・ホライズン（クオン）

2015年
- 学戦都市アスタリスク（サイラス・ノーマン）
- 美男高校地球防衛部LOVE!（田沢益也）

2016年
- OZMAFIA!!（ソウ）
- 新あたしンち（古田）
- 田中くんはいつもけだるげ（加藤）
- ダンガンロンパ3 -The End of 希望ヶ峰学園- 絶望編（生徒会〈日野明日晴〉、予備学科生）
- 刀剣乱舞-花丸-（2016年 - 2018年、蛍丸） - 2シリーズ

2017年
- Spiritpact（2017 - 2018年、楊敬華） - 2シリーズ
- ACCA13区監察課（ダンリン）
- 昭和元禄落語心中 -助六再び篇-（小太郎、客）
- サクラダリセット（坂上央介）

2018年
- グランクレスト戦記（アレクシス・ドゥーセ）
- つくもがみ貸します（利休）
- パズドラ（2018年 - 2020年、ジョニー）
- 抱かれたい男1位に脅されています。（藤崎優也）

2019年
- この音とまれ!（水原光太） - 2シリーズ
- おしりたんてい（うさと）
- BEASTARS（2019年 - 2021年、キビ、アリクイ、新聞部部長、客、広報部部長） - 2シリーズ

2020年
- 宝石商リチャード氏の謎鑑定（下村晴良）
- ヒーリングっど♥プリキュア（2020年 - 2021年、益子道男）
- シャドウバース（2020年 - 2024年、マウラ・アベラルド） - 2シリーズ

2021年
- アイ★チュウ（湊奏多）
- ふしぎ駄菓子屋 銭天堂（青木宗二）
- 出会って5秒でバトル（星野王子）
- 乙女ゲームの破滅フラグしかない悪役令嬢に転生してしまった…X（男）
- 結城友奈は勇者である -大満開の章-

2022年
- 名探偵コナン（2022年 - 2024年、森川游三郎、長崎大輝）

2024年
- 刀剣乱舞 廻 -虚伝 燃ゆる本能寺-（蛍丸）

### 劇場アニメ
- 劇場版 FAIRY TAIL 鳳凰の巫女（2012年）
- クレヨンしんちゃん 謎メキ!花の天カス学園（2021年、鈴木くん）
- 映画ドラえもん のび太の絵世界物語（2025年、門番）

### OVA
- FAIRY TAIL 〜ようこそ フェアリーヒルズ!!〜（2011年、マックス・アローゼ）
- 輪廻のラグランジェ（2012年、芹沢颯太、キッスB） - 2シリーズ[一覧 15]
- コードギアス 亡国のアキト（2013年 - 2016年、シモン・メリクール[50]）
- じょしらく（2013年、医者） - 原作第5巻OAD付き特装版

### Webアニメ
- 俺の妹がこんなに可愛いわけがない。 TV未放送分（2013年、御鏡光輝）
- 異字元合体もじバケるZ（2014年、探バケる）
- ニンジャスレイヤー フロムアニメイシヨン（2015年、ディスターブド）

### ゲーム
2008年
- 執事サマにお願い（暮崎儚）

2010年
- ガンダムアサルトサヴァイブ（プレイヤーキャラボイス）
- 剣と魔法と学園モノ。2G
- デュラララ!! 3way standoff（谷田部浩二）
- ときめきメモリアル Girl's Side 3rd Story（春日太陽）

2011年
- 神なる君と（水庭苓）

2012年
- L.G.S 〜新説 封神演義〜（申公豹）
- ゼッタイ☆スター（忍足秀人）

2013年
- アルカナ・ファミリア2（エルモ）
- OZMAFIA!!（ソウ）
- 俺の妹がこんなに可愛いわけがない。HappyenD（御鏡光輝）
- ガイストクラッシャー（金剛寺ハヤト）
- しらつゆの怪（狐）
- Solomon's Ring 〜地の章〜（ベリト）
- ドラッグオンドラグーン3（ワン弟）
- 八犬伝〜妖刀奇譚〜（犬山道節）
- メイプルストーリー（ウィル）

2014年
- ガイストクラッシャー ゴッド（金剛寺ハヤト）
- クレヨンしんちゃん 嵐を呼ぶ カスカベ映画スターズ!（ぶりぶりざえもんのマネージャー）
- 12歳。〜ほんとのキモチ〜（桧山一翔）

2015年
- アイ★チュウ（湊奏多）
- OZMAFIA!! -vivace-（ソウ）
- デュラララ!! Relay（谷田部浩二）
- 刀剣乱舞 ONLINE（2015年 - 2024年、蛍丸）
- ファイアーエムブレムif（ディーア）
- 夢王国と眠れる100人の王子様（デネブ）
- ラングリッサー リインカーネーション-転生-（ヨア・ユテン）
- リベリオン ブレイド（クフィール）

2016年
- AKIBA'S BEAT（根倉ケン）
- 学戦都市アスタリスクフェスタ 鳳華絢爛（サイラス・ノーマン）
- ソウルワーカー（アベル）
- 誰ガ為のアルケミスト（アーキル）
- ドランゴンハンターCOOP

2018年
- グランクレスト戦記（アレクシス・ドゥーセ）
- パレットパレード（ダ・ヴィンチ）
- 夢間集（キンシ）

2020年
- シャドウバース チャンピオンズバトル（マウラ・アベラルド）
- 明治活劇 ハイカラ流星組 -成敗しませう、世直し稼業-（守田楓花）

2021年
- 戦場のフーガ（ブリッツ・シュトゥルーデル、ドクトル・ブルットヴルスト）
- 原神（2021年 - 2022年、哲平、鹿野院平蔵）

2022年
- グランブルーファンタジー（ヒトデナシ）
- ゼノブレイド3（ムンバ）
- ファイアーエムブレム ヒーローズ（ディーア）

2024年
- ペルソナ3 リロード（平賀慶介）

### ドラマCD
- 赤毛のアン（ルビー・ギリス）
- Invisible Ice（カフカ）
- イケメン桃太郎（鬼C）
- エミル・クロニクル・オンライン　ハートフルドラマCD Vol.1（北軍兵士）
- L.G.S 〜新説 封神演義〜 ドラマCD 〜おいでませ妲己島、真夏のリゾート三本勝負!〜（申公豹[80]）
- 溺れるほど花をあげる（イレーネ・ユリアーノ）
- この部室は帰宅しない部が占拠しました。（柊木夕也）
- 執事様のお気に入り3（Bクラス生徒）
- 真空融接（舎監）
- 田中くんはいつもけだるげ ドラマCD 第1巻（加藤[81]）
- 超モテ期 ホスト編（ホストB）
- デュラララ!! DVD第2巻特典ドラマCD（金沢）
- pillow talk（ヘンゼル、北風、赤ずきん他）
- 不思議の国のアリス〜Alice in Wonderland〜（ヤマネ）
- 星の王子さま
- もふもふっ!（クラウド）
- 勇者様のお師匠様（アベル[82]）※小説第3巻サウンドドラマDL特典
- リボンの騎士（チンク[83]）
- ルームシェア 素顔のカレ（栗巻文太）

### BLCD
- 愛玩少年（清瀬春仁）
- 愛はじ。―おつき愛はじめました― 第一弾 「幼なじみ〜お泊り編〜」（琴尾未央[84]）
- 愛しき爪の綾なす濡れごと（新造、椛）
- ウラカレ（清水優）
  - ウラカレ 〜Second Season〜
  - マイカレスペシャル〜麻生&若葉編〜
- ステイゴールド♡ 〜恋のレッスンAtoZ〜（生徒）
- SEXY EFFECT 96 2 HOT STYLE（水原敦）
- その唇をひらけ（男子部員）
- 陶酔を誘う双つの手（松波聖）
- トラ兄さんとワンコさん（ちびトラ兄さん）
- ネトラレトライアングル（藤崎優也）
- 媚笑の閨に侍る夜
- Behind the MASK〜虚飾の墓碑銘〜泉×町田編（町田）
- 不器用なサイレント2（野球部員）
- ペットお仕事中（原田）
- 僕らの三ツ巴戦争（ア・ナルジボイ・ウンポポ38世[85]）

### ラジオドラマ
- 俳協50周年記念ラジオドラマ 六夜怪談（隼祥）

### 吹き替え
- オレのことスキでしょ。（ヨ・ジュニ）
- 私立スノーボード学園（ザック）

### 特撮
- 仮面ライダーエグゼイド（2017年、ガットンバグスターの声）
- 魔進戦隊キラメイジャー（2020年、マンリキ邪面の声）

### ラジオ
- フィフラジ（パーソナリティ）
- ぽにきゅんラジオ（アシスタント）

### デジタルコミック
- VOMIC 桜姫華伝
- VOMIC ワールドトリガー（レプリカ[86]）

### ナレーション・CM
- アニメマシテ
- MIT3G
- 乙女的恋革命★ラブレボ!!
- 学園ヘヴン
- きゅうりのキューちゃん
- ソードアート・オンライン
- テキサスレディオギャング
- 東京ディズニーシー レジェンドオブミシカ(2006年ラジオCM)
- NEWS ZERO
- びっくらたまご トッキュウレッシャー入浴剤
- VooV
- ベストハウス123
- 豆しば（金剛寺ハヤト）
- ミドリ安全
- 妖怪ウォッチ ともだちウキウキペディア

### 舞台
- 白馬2700
- ひなたぼっこ革命
- Lit Klatch リーディングシアター03「リカバリ-Recovery-」（2010年12月4日・5日、Studio Cube326 ARC）
- team.roughstyle 「月想」(2016年9月29日-10月2日、関交協ハーモニックホール)　- 横道兵庫之助 役 [87]
- team.roughstyle 第七回公演「狗傳改め」(2017年2月22日-26日、中野ウエストエンドスタジオ)　- 三浦恒二郎 役[88]
- team.roughstyle 第九回公演「冷華」(2017年10月6日-9日、築地ブディストホール)　- 玉木 役[89]
- team.roughstyle 特別講演「みちゆき」(2018年2月9日-12日、新宿シアターブラッツ)　- 道哲、大家の妻 役[90]
- team.roughstyle 第十回公演「凍焔」(2018年11月28日-12月2日、築地ブディストホール)　- 玉木(キング) 役[91]
- ポムカンパニー朗読企画公演 キクトコvol.2「ソラと鼓動の聞こえる距離」(2019年2月14日‐18日、新宿シアターブラッツ)　- 北原直哉 役[92]
- 朗読劇「Letter」( 2019年4月9日-14日、新宿シアターモリエール） - 豊中和也 役[93]
- Agreable公演「うつろう幻月」(2019年8月7日-11日、中野ウエストエンドスタジオ)　- シノン 役[94]
- 実験型朗読エンターテイメント「おとらぼ report001」(2019年10月2日-7日、テアトルBONBON)　- イト、琉駆 役[95]
- ワークショップ公演「pocp a poco」(2020年1月18日-19日、下落合TACCS1179） - チヒロ、中村、清水 役　、主催、脚本[96]
- 朗読劇「あなたを忘れない」（2020年10月23日 - 29日、Streaming+） - 宮崎誠一 役（B・D公演）[97][98]

### その他コンテンツ
- 声優グランプリ「SayYou心技体！」（声優グランプリ / 連載終了（2010年10月号 - 2011年9月号））
- パチスロ「旋風の用心棒 胡蝶の記憶」（紅葉煉）

## ディスコグラフィ

### キャラクターソング
| 発売日         | 商品名                                         | 歌 | 楽曲                                                       | 備考                                                |
| -------------- | ---------------------------------------------- | --- | ---------------------------------------------------------- | --------------------------------------------------- |
| 2016年3月23日  | soleil                                         | F∞F | 「I am a HERO!」 「咲いては散る花のように」                | ゲーム『アイ★チュウ』関連曲                         |
| 2016年7月20日  | アイ★チュウ creation 01.F∞F                    | F∞F | 「We are I★CHU!」 「イッちゃいそうだよ」                   | ゲーム『アイ★チュウ』関連曲                         |
| 2016年12月21日 | 刀剣乱舞-花丸- 歌詠集其の六                    | 愛染国俊（山下誠一郎）、蛍丸（井口祐一）、明石国行（浅利遼太） | 「心馳せから縁あり」                                       | テレビアニメ『刀剣乱舞-花丸-』エンディングテーマ    |
| 2017年3月22日  | glace                                          | F∞F | 「Viva!Carnival!」 「マサラヤサマラヤ 〜あなたの魔法で〜」 | ゲーム『アイ★チュウ』関連曲                         |
| 2017年6月21日  | アイ★チュウ 〜シャッフルユニットミニアルバム〜 | TOYBOX | 「W・O・N・D・E・R・L・A・N・D」                           | ゲーム『アイ★チュウ』関連曲                         |
| 2017年12月6日  | 『刀剣乱舞-花丸-』歌詠全集                     | 花丸刀剣男士一同 | 「花丸◎日和！47振りver.」                                  | 劇場アニメ『刀剣乱舞-花丸- 〜幕間回想録〜』主題歌   |
| 2018年3月7日   | 続『刀剣乱舞-花丸-』歌詠集 其の九              | 大和守安定（市来光弘）、加州清光（増田俊樹）、蛍丸（井口祐一）、明石国行（浅利遼太）、長曽祢虎徹（新垣樽助）、髭切（花江夏樹）、膝丸（岡本信彦）、数珠丸恒次（緑川光） | 「花丸印の日のもとで ver.9」                               | テレビアニメ『続 刀剣乱舞-花丸-』オープニングテーマ |
| 2018年4月4日   | fleur                                          | F∞F | 「平凡なこの日々に花束を」                                 | ゲーム『アイ★チュウ』関連曲                         |
| 2019年3月20日  | アイ★チュウ BEST ALBUM アイ盤                  | F∞F | 「higher,HighER,HIGHER!」                                  | ゲーム『アイ★チュウ』関連曲                         |
| 2020年12月23日 | OUVERTURE                                      | F∞F | 「ジュエリーダスト」                                       | ゲーム『アイ★チュウ Étoile Stage』関連曲            |
| 2021年2月24日  | 一番星                                         | アイチュウ | 「一番星の歌〜未来のレジェンド伝説〜」                     | テレビアニメ『アイ★チュウ』オープニングテーマ       |

### シリーズ一覧
1. ↑  第1シリーズ（2009年）、第2シリーズ『てぃんくる☆』（2010年）、第3シリーズ『サンシャイン』（2011年）、第4シリーズ『きら☆デコッ！』（2012年）
2. ↑  第1期（2009年 - 2013年）、第2期（2014年 - 2015年）、第3期（2018年 - 2019年）、続編『100年クエスト』（2024年 - 2025年）
3. ↑  第1期（2010年）、第2期第1クール『デュラララ!!×2 承』（2015年）、第2期第2クール『デュラララ!!×2 転』（2015年）、第2期第3クール『デュラララ!!×2 結』（2016年）
4. ↑  第1期（2010年）、第2期『増量中！』（2011年）
5. ↑  第1期（2011年 - 2012年）、第2期『II』（2012年 - 2013年）
6. ↑  第1期（2012年）、第2期『NEW』（2013年）、第3期『BorN』（2015年）、第4期『HERO』（2018年）
7. ↑  第2期（2012年）、第3期（2012年 - 2013年）
8. ↑  第1期（2012年）、第2期『season2』（2012年）
9. ↑  第1期（2013年）、第2期『はたらく魔王さま!!』1st Season（2022年）、第2期『はたらく魔王さま!!』2nd Season（2023年）
10. ↑  第1期（2016年）、第2期『続 刀剣乱舞-花丸-』（2018年）
11. ↑  第1期（2017年）、第2期『-黄泉の契り-』（2018年）
12. ↑  第1クール（2019年）、第2クール（2019年）
13. ↑  第1期（2019年）、第2期（2021年）
14. ↑  第1作（2020年 - 2021年）、第2作『F』（2022年 - 2024年）
15. ↑  『鴨川デイズ』（2012年）、『ピクチャードラマ』（2012年）

### ユニットメンバー
1. 1 2 3  愛童星夜（KENN）、湊奏多（井口祐一）、御剣晃（豊永利行）
2. ↑  華房心（村瀬歩）、鮮血の帝王（下野紘）、桃井恭介（花倉洸幸）、湊奏多（井口祐一）、死と時の番人（柿原徹也）、ラビ（中西尚也）
3. ↑  大和守安定（市来光弘）、加州清光（増田俊樹）、へし切長谷部（新垣樽助）、今剣（山下大輝）、前田藤四郎（入江玲於奈）、にっかり青江（間島淳司）、蜂須賀虎徹（興津和幸）、陸奥守吉行（濱健人）、鯰尾藤四郎（斉藤壮馬）、歌仙兼定（石川界人）、宗三左文字（泰勇気）、薬研藤四郎（山下誠一郎）、燭台切光忠（佐藤拓也）、五虎退（粕谷雄太）、山姥切国広（前野智昭）、獅子王（逢坂良太）、石切丸（高橋英則）、秋田藤四郎（山谷祥生）、乱藤四郎（山本和臣）、鳴狐（浅沼晋太郎）、愛染国俊（山下誠一郎）、同田貫正国（櫻井トオル）、鶴丸国永（斉藤壮馬）、平野藤四郎（浅利遼太）、骨喰藤四郎（鈴木裕斗）、厚藤四郎（山下大輝）、小夜左文字（村瀬歩）、鶯丸（柿原徹也）、堀川国広（榎木淳弥）、和泉守兼定（木村良平）、太郎太刀（泰勇気）、二郎太刀（宮下栄治）、大倶利伽羅（古川慎）、三日月宗近（鳥海浩輔）、博多藤四郎（大須賀純）、山伏国広（櫻井トオル）、御手杵（浜田賢二）、江雪左文字（佐藤拓也）、浦島虎徹（福島潤）、一期一振（田丸篤志）、蜻蛉切（櫻井トオル）、日本号（津田健次郎）、小狐丸（近藤隆）、岩融（宮下栄治）、蛍丸（井口祐一）、明石国行（浅利遼太）、長曽祢虎徹（新垣樽助）
4. ↑  愛童星夜（KENN）、湊奏多（井口祐一）、御剣晃（豊永利行）、枢木皐月（森久保祥太郎）、枢木睦月（近藤隆）、ノア（花江夏樹）、ラビ（中西尚也）、黎朝陽（榎木淳弥）、レオン（増田俊樹）、リュカ（梅原裕一郎）、日下部虎彦（生田鷹司）、桃井恭介（花倉洸幸）、鳶倉アキヲ（田丸篤志）、海部子規（谷地克文）、折原輝（松岡禎丞）、若王子楽（平川大輔）、華房心（村瀬歩）、神楽坂ルナ（天﨑滉平）、及川桃助（山本和臣）、轟一誠（前野智昭）、赤羽根双海（内田雄馬）、三千院鷹通（白井悠介）、鮮血の帝王（下野紘）、死と時の番人（柿原徹也）、罪人の道化師（下妻由幸）、竜胆椿（小野友樹）、朴木十夜（峰岸佳）、斑尾巽（斉藤壮馬）、杜若葵（木村良平）